# Hans Kerschbaum (Physiker)

Kerschbaum zu Beginn der 1920er Jahre

Hans Kerschbaum (* 19. November 1902 in Holzminden; † 1. Mai 1984 in Starnberg) war ein deutscher Physiker und Vorstandsvorsitzender der Siemens & Halske AG und der Siemens AG.

## Leben
Hans Kerschbaum studierte in Stuttgart und schloss sich dort 1921 der Burschenschaft Alemannia Stuttgart an. Nach dem Studium war er als Assistent am Physikalischen Institut der Technischen Universität München tätig.
1929 wurde er bei der Siemens & Halske Assistent der Leitung des Zentrallaboratoriums. 1933 wurde er stellvertretender Leiter des Röhrenwerks. 1943 wurde er Vorstandsmitglied und Leiter des Funkwerks.
In den letzten Tagen des Kriegs geriet Kerschbaum in sowjetische Gefangenschaft. 1949 wurde er wieder Mitglied des Vorstands und leitete die nachrichtentechnischen Werke und die zentrale Entwicklung. 1954 wurde er stellvertretender Vorstandsvorsitzender und schließlich 1956 Vorstandsvorsitzender der Siemens & Halske AG. Nach der Fusion von Siemens & Halske, Siemens-Schuckertwerken und Siemens-Reiniger-Werken zur Siemens AG 1966 war Kerschbaum bis zu seinem Ruhestand 1968 Mitglied des dreiköpfigen Vorstandspräsidiums. Danach gehörte er bis 1973 dem Aufsichtsrat an.

## Schriften
- Über Messungen der Leuchtdauer der Atome in Alkalimetallen, Sauerstoff und Stickstoff, in: Annalen der Physik, 79 (1926)
- Über Messungen der Leuchtdauer der Atome, in: Annalen der Physik, 83 (1927)